# Ambrosius Catharius
Ambrosius Catharius was de Latijnse kloosternaam van Lancillotto Politi (Siena 1484 – Napels 8 november 1553). Catharius werkte achtereenvolgens als jurist, dominicaan, prior in Siena, bisschop van Minori en aartsbisschop van Conza.
Hij is bekend om zijn ondersteunende rol in de Contrareformatie zowel als deelnemer aan het Concilie van Trente als polemiserend schrijver tegen protestantse stellingen. Dankzij zijn bisschopsbenoeming ontsnapte hijzelf nipt aan de Inquisitie.

## Jurist
Als 18-jarige (1502) studeerde hij af als doctor in de rechten in Siena, zijn geboortestad. Hij werkte als jurist in Siena en Rome en publiceerde over de rol van advocaat. Hij gaf ook les aan studenten in de rechten. In 1516 werd hij benoemd als juridisch raadgever aan de pauselijke rechtbank in Rome. In deze functie maakte hij toevallig kennis met de geschriften van de geëxecuteerde dominicaan Savonarola. In de ban van deze figuur trad hij toe tot de dominicanerorde in 1517.

## Dominicaan
Lancillotto Politi nam de kloosternaam Ambrosius Catharius aan als eerbetoon aan twee dominicanen uit Siena, Ambrogio Sansedoni en de heilige Catharina. Hij publiceerde een eerste en voorlopig enig geschrift tegen de stellingen van Luther (1518). Catharius gaf onderwijs in de theologie. Hij was vanaf 1520 gedurende een tiental jaren prior van de dominicanen van Siena, tot zijn afzetting circa 1530. Deze periode is juist niet gekenmerkt door polemieken met Lutheranen maar door stormachtige discussies tussen hem en de oversten van de dominicanen in Rome. De ruzie ging over de Onbevlekte Ontvangenis van Maria. Catharius was voorstander van dit theologisch idee doch zijn orde, de dominicanen, was traditioneel tegen. Van 1534 tot 1537 verbleef Catharius noodgedwongen aan de Sorbonne in Parijs.
Teruggekomen uit Parijs verbleef hij in het koninkrijk Napels. Hij publiceerde meerdere geschriften tegen Lutheranen en andere intellectuelen zoals Macchiavelli van wie hij de ideeën als 'ketters' omschreef. Anders dan de strafbanken van de Inquisitie, polemiseerde hijzelf met Italiaanse geestelijken en edelen die Hervormingsgezinde overtuigingen hadden. Hij ging er prat op meerderen van hen alzo te kunnen terugbrengen naar de Roomse kerk. Hij onderhield goede relaties met kritische humanisten zoals Jacopo Sadoleto en Vittoria Colonna, met wie hij correspondeerde. Hij publiceerde al zijn polemieken. In de jaren 1540 kreeg hij opnieuw last met zijn oversten en zelfs met de Inquisitie in de persoon van Bartolomeo Spina, huistheoloog van paus Paulus III in Rome. Deze laatste had 15 onbetamelijke uitspraken van Catharius gevonden.

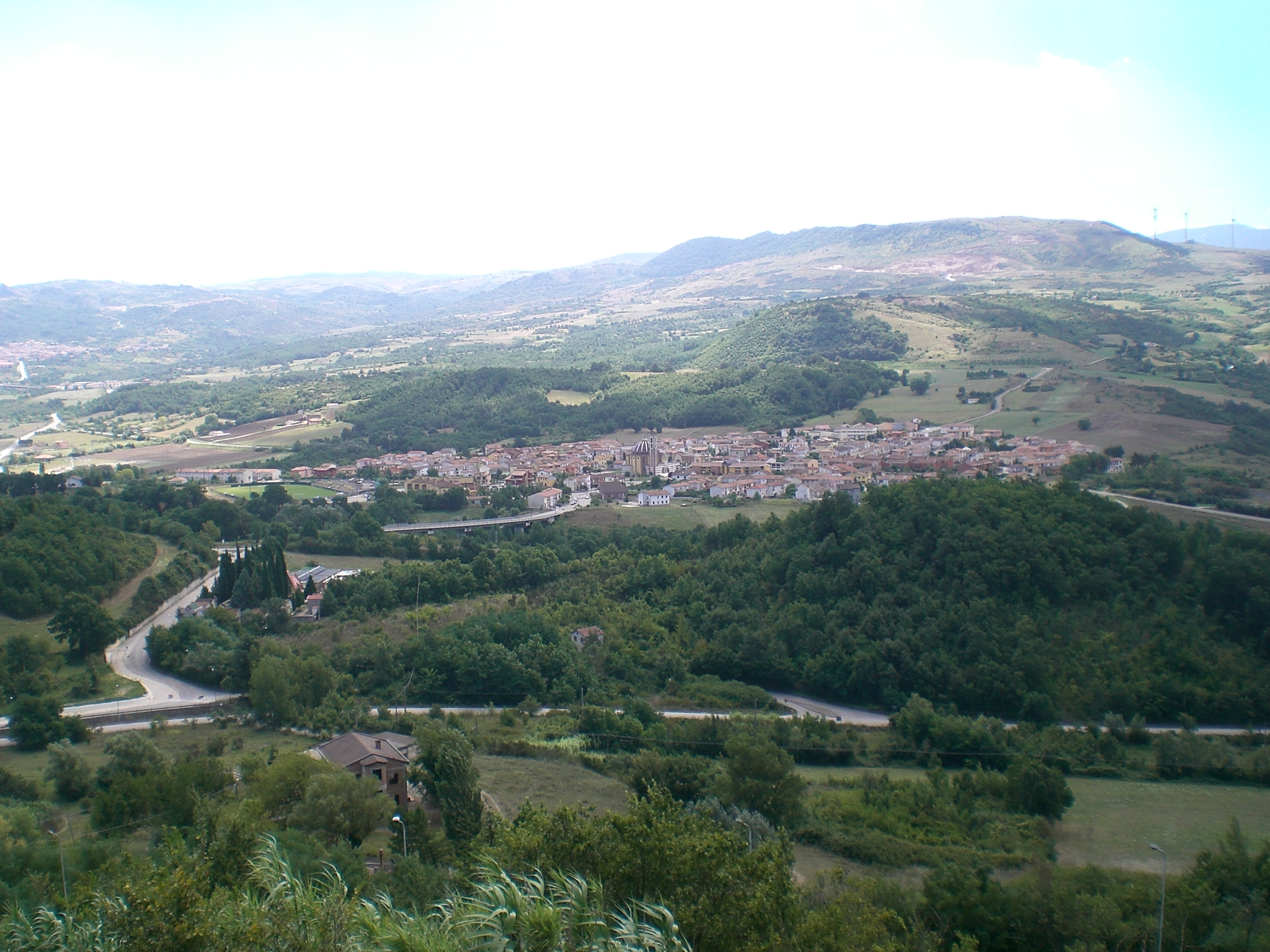
Zicht op Conza vandaag. Toentertijd zetel van een aartsbisdom.

## Aartsbisschop
Diezelfde paus Paulus III benoemde Catharius in 1546 tot bisschop van Minori, gelegen in Zuid-Italië. De Inquisitie stopte alle onderzoeken naar Catharius. Meer nog, Catharius zetelde nu zelf in de top van de orde van dominicanen, wat hem meer macht gaf binnen zijn orde. Toen zijn vriend en oud-leerling Giovanni Maria del Monte tot paus Julius III werd verkozen, mocht Catharius deelnemen aan het concilie van Trente. Met zijn geschriften tegen Luther lag hij mee aan de basis van de Contrareformatie. Paus Julius III beloonde hem met het aartsbisdom Conza (1551). Tijdens zijn reis naar Rome om de kardinaalshoed te ontvangen uit handen van Julius III, stierf hij onverwacht in Napels (1553).
- Bibsys: 90392644
- Biblioteca Nacional de España: XX1744446
- Bibliothèque nationale de France: cb12560310p (data)
- Catàleg d'autoritats de noms i títols de Catalunya: 981058526377206706
- CiNii: DA08475737
- Gemeinsame Normdatei: 118877674
- International Standard Name Identifier: 0000 0001 1952 4566
- Library of Congress Control Number: n91107913
- Nationale Bibliotheek van Tsjechië: xx0090878
- Nationale bibliotheek van Australië: 35892323
- Nationale Bibliotheek van Israël: 987007449213205171
- Nationale en Universitaire bibliotheek Zagreb: 000703195
- Nederlandse Thesaurus van Auteursnamen: 079908047
- Réseau des bibliothèques de Suisse occidentale: 02-A009414605
- Istituto Centrale per il Catalogo Unico: SBLV133185
- LIBRIS: 344425
- Système universitaire de documentation: 067056237
- Trove: 1134373
- Virtual International Authority File: 89074429
- WorldCat: E39PBJqfHTwHMpkcJ7Yh3BHXBP